# Street and Racing Technology
Street and Racing Technology (SRT) ist der hauseigene Tuningbetrieb für Fahrzeuge der Marken Chrysler, Dodge und Jeep.
SRT begann als „Team Viper“, um die Dodge Viper zu entwickeln. Mit dem „Team Prowler“, welches den Plymouth Prowler entwickelt hatte, fusionierte man zum Specialty Vehicle Engineering (SVE). Dieses wurde später umbenannt in Performance Vehicle Operations (PVO). Da alle PVO-Fahrzeuge das Kürzel SRT benutzten, wurde 2004 beschlossen, auch dem Entwicklungsteam diesen Namen zu geben.
Die von SRT entwickelten Modelle tragen alle zusätzlich zur Modellbezeichnung der normalen Serienmodelle das Kürzel SRT, gefolgt von der Zahl der Motor-Zylinder. So z. B. Chrysler 300C SRT8. Die einzige Ausnahme war der Dodge SRT-4, welcher auf dem Dodge Neon basierte und bei dem der Name Neon weggelassen wurde. Der dort noch benutzte Bindestrich wird inzwischen fallengelassen.

## Fahrzeuge
Folgende Fahrzeuge wurden bislang entwickelt:
| Fahrzeug                                  | Typ    | Motor                                                   | 0–60 mph (0–97 km/h) | Foto |
| ----------------------------------------- | ------ | ------------------------------------------------------- | -------------------- | ---- |
| Dodge SRT-4 2003–2005                     | SRT-4  | Turbocharged 2.4L I4 Chrysler Neon Engine 215HP         | 5,9 s                |      |
| Dodge Caliber SRT-4 2008–2009             | SRT-4  | Turbocharged 2.4L I4 GEMA Engine 285HP                  | 6,2 s                |      |
| Chrysler Crossfire SRT-6 2005–2006        | SRT-6  | Supercharged 3.2L V6 E32 Mercedes-Benz AMG Engine 349HP | 4,8 s                |      |
| Dodge Magnum SRT-8 2005–2008              | SRT-8  | 6.1L Chrysler V8 Hemi Engine 425HP                      | 5,1 s                |      |
| Chrysler 300C SRT-8 2005–2010             | SRT-8  | 6.1L Chrysler V8 Hemi Engine 425HP                      | 5,0 s                |      |
| Chrysler 300C 392 Hemi SRT-8 2012         | SRT-8  | 6.4L Chrysler V8 392 Hemi Engine 470HP                  | 4 s (est)            |      |
| Jeep Grand Cherokee SRT-8 2006–2010       | SRT-8  | 6.1L Chrysler V8 Hemi Engine 425HP                      | 5,2 s                |      |
| Jeep Grand Cherokee 392 Hemi SRT-8 2012   | SRT-8  | 6.4L Chrysler V8 392 Hemi Engine 470HP (354 kW)         | 4,8 s                |      |
| Jeep Grand Cherokee TrackHawk 2018        | SRT-8  | 6.2L Supercharged Chrysler V8 Hemi Engine               | 3,7 s                |      |
| Dodge Charger SRT-8 2006–2010             | SRT-8  | 6.1L Chrysler V8 Hemi Engine 425HP                      | 5,0 s                |      |
| Dodge Charger 392 Hemi SRT-8 2012         | SRT-8  | 6.4L Chrysler V8 392 Hemi Engine 470HP                  | 4 s (est)            |      |
| Dodge Challenger SRT-8 2008–2010          | SRT-8  | 6.1L Chrysler V8 Hemi Engine 425HP                      | 4,8 s                |      |
| Dodge Challenger 392 Hemi SRT-8 seit 2011 | SRT-8  | 6.4L Chrysler V8 392 Hemi Engine 470HP                  | 4,5 s                |      |
| Dodge Ram SRT-10 2004–2006                | SRT-10 | 8.3L V10 Chrysler Viper Engine 510HP                    | 5,2 s                |      |
| Dodge Viper SRT-10 2003–2006              | SRT-10 | 8.3L V10 Chrysler Viper Engine 510HP                    | 4,4 s                |      |
| Dodge Viper SRT-10 ACR 2008–2010          | SRT-10 | 8.4L V10 Chrysler Viper Engine 600HP                    | 3,4 s                |      |